# André Nemec
André Nemec (* 1972 in den USA) ist ein US-amerikanischer Drehbuchautor, Showrunner und Filmproduzent. Zu seinen Drehbüchern zählen Mission: Impossible – Ghost Protocol, Beverly Hills Cop 4, und Teenage Mutant Ninja Turtles (2014).  Er ist außerdem Mitschöpfer der CBS-Sommerhit-Serie Zoo, sowie der ABC-Dramen October Road, Life on Mars, und Happy Town. Andere frühere Arbeiten umfassen Alias – Die Agentin, Fastlane, Going to California, und Profiler.

## Frühe Jahre
Nemec wurde in eine jüdische Familie in Yonkers, New York geboren und wuchs dort mit seinem langjährigen Schreib- und Produktionspartner Josh Appelbaum an der Riverdale Country School auf. Anschließend besuchte er die University of Southern California und schloss dort mit dem Titel B. A. (Bachelor of Arts) ab. Nach dem College schloss er sich wieder mit Appelbaum zusammen und schaffte den Durchbruch in der Unterhaltungsindustrie als Fernsehautor.

## Karriere
Zu Nemecs frühen Arbeiten gehören Early Edition für CBS, Going to California für Showtime und Fastlane für FOX. Nemec wurde von J. J. Abrams für sein Schreibtalent anerkannt und arbeitete drei Jahre lang an ABCs Alias, wo er zum Co-Executive Producer aufstieg. Danach war er Co-Autor und ausführender Produzent von ABCs October Road, Life on Mars und Happy Town.
Daraufhin wurde Nemec von seinem Freund und Kollegen J. J. Abrams erneut angefragt, um Mission: Impossible - Ghost Protocol zu schreiben, den vierten Teil der milliardenschweren Filmreihe mit Tom Cruise in der Hauptrolle. Dies war Nemecs erster produzierter Spielfilm. Aufbauend auf den erfolgreichen Erfahrungen, die Nemec mit Paramount Pictures bei Mission: Impossible - Ghost Protocol, wurden Nemec und Appelbaum beauftragt, ein Reboot der Beverly Hills Cop-Filmreihe mit Eddie Murphy in der Hauptrolle zu schreiben.  Andere Film schreiben Projekte gehören die Teenage Mutant Ninja Turtles (2014) der Teenage Mutant Ninja Turtles Franchise, sowie seine Fortsetzung, und unaccredited schriftlich Arbeit auf Die Unfassbaren – Now You See Me und G.I. Joe: Retaliation.
Nemec und Appelbaum sind auch weiterhin im Fernsehgeschäft tätig, wo sie (zusammen mit ihren langjährigen Kollegen und Freunden Scott Rosenberg und Jeff Pinkner) unter dem Namen Midnight-Radio schreiben und entwickeln.  Außerdem schreiben und entwickeln sie ein Sci-Fi-Kabelprojekt für das DreamWorks Studio von Steven Spielberg. Er arbeitet häufig mit einer engen Gruppe von Filmprofis zusammen, darunter J. J. Abrams, Damon Lindelof, Adam Horowitz, Alex Kurtzman, Roberto Orci, Edward Kitsis, Jeff Pinkner und Bryan Burk.

## Filmografie (Auswahl)
Als Drehbuchautor
- 1999: Profiler (Fernsehserie, Episode 3x14)
- 2001–2002: Going to California (Fernsehserie, 4 Episoden)
- 2002: She Spies – Drei Ladies Undercover (She Spies, Fernsehserie, 2 Episoden)
- 2002–2003: Fastlane (Fernsehserie, 4 Episoden)
- 2003–2005: Alias – Die Agentin (Alias, Fernsehserie, 7 Episoden)
- 2007–2008: October Road (Fernsehserie, Schöpfer, Drehbuch von 7 Episoden)
- 2008–2009: Life on Mars (Fernsehserie, Schöpfer, Drehbuch von Episode 1x01)
- 2010: Happy Town (Fernsehserie, Schöpfer, Drehbuch von 2 Episoden)
- 2011: Mission: Impossible – Phantom Protokoll (Mission: Impossible – Ghost Protocol)
- 2014: Teenage Mutant Ninja Turtles
- 2015–2017: Zoo (Fernsehserie, Schöpfer, Drehbuch von 1x01)
- 2016: Teenage Mutant Ninja Turtles: Out of the Shadows
- 2019: Willkommen im Wunder Park (Wonder Park)
- 2025: Heads of State

Als Filmproduzent
- 2019: Willkommen im Wunder Park (Wonder Park)
- 2021: Tom Clancy’s Gnadenlos (Tom Clancy’s Without Remorse)